# Mauritische Basketballnationalmannschaft der Damen
Die mauritische Basketballnationalmannschaft der Damen ist die Auswahl mauritischer Basketballspielerinnen, welche die Mauritius Basketball Federation auf internationaler Ebene, beispielsweise in Freundschaftsspielen gegen die Auswahlmannschaften anderer nationaler Verbände, aber auch bei internationalen Wettbewerben repräsentiert. Größter Erfolg war der zwölfte Platz bei der Afrikameisterschaft 2009. 1959 trat der nationale Verband dem Weltverband Fédération Internationale de Basketball (FIBA) bei. Im Juni 2014 wurde die Mannschaft auf dem 73. Platz der Weltrangliste der Frauen geführt.

## Internationale Wettbewerbe

### Mauritius bei Weltmeisterschaften
Die Mannschaft konnte sich bisher nicht für eine Weltmeisterschaft qualifizieren.

### Mauritius bei Olympischen Spielen
Bisher gelang es der Mannschaft nicht, sich für die olympischen Basketballwettbewerbe zu qualifizieren.

### Mauritius bei Afrikameisterschaften (AfroBasket)
Die Mannschaft kann bisher eine Teilnahme an der Afrikameisterschaft vorweisen:
| - 1966: nicht qualifiziert - 1968: nicht qualifiziert - 1970: nicht qualifiziert - 1974: nicht qualifiziert - 1977: nicht qualifiziert - 1979: nicht qualifiziert - 1981: nicht qualifiziert - 1983: nicht qualifiziert - 1984: nicht qualifiziert - 1986: nicht qualifiziert - 1990: nicht qualifiziert - 1993: nicht qualifiziert - 1994: nicht qualifiziert | - 1997: nicht qualifiziert - 2000: nicht qualifiziert - 2003: nicht qualifiziert - 2005: nicht qualifiziert - 2007: nicht qualifiziert - 2009: 12. Platz - 2011: nicht qualifiziert - 2013: nicht qualifiziert - 2015: nicht qualifiziert - 2017: nicht qualifiziert - 2019: nicht qualifiziert - 2021: nicht qualifiziert - 2023: nicht qualifiziert |

### Mauritius bei den Afrikaspielen
Die Damen-Basketballnationalmannschaft Mauritius’ nahm bisher nicht an den Wettbewerben der Afrikaspiele teil.